# Lilltjärnen (Attmars socken, Medelpad, 690057-154691)
Lilltjärnen är en sjö i Sundsvalls kommun i Medelpad och ingår i Ljungans huvudavrinningsområde.